# King of the Monsters
King of the Monsters (Japans; キング・オブ・ザ・モンスターズ) is een computerspel dat werd ontwikkeld en uitgegeven door SNK. Het spel kwam in 1991 uit als arcadespel en voor de Neo-Geo. Later kwam het ook uit voor andere platforms.
In het spel kan de speler vechten tegen reusachtige monsters. Bij het gevecht kunnen zaken uit de stad gebruikt worden, zoals boten of vliegtuigen. Het spel kan tegen de computer of tegen een andere speler gespeeld worden. Het spel omvat in totaal twaalf levels.
Het spel werd in 1992 opgevolgd door King of the Monsters 2.

## Platforms
| Jaar | Platform              |
| ---- | --------------------- |
| 1991 | Arcade, Neo Geo       |
| 1992 | SNES                  |
| 1993 | Sega Mega Drive       |
| 2008 | Virtual Console (Wii) |

Het spel maakte onderdeel uit van het compilatiespel SNK Arcade Classics Vol. 1 dat in 2008 voor de PlayStation 2, PlayStation Portable en de Wii uitkwam.

## Ontvangst
Het spel werd ruim voldoende tot matig ontvangen:
| Beoordeeld door  | Platform        | Datum            | Score |
| ---------------- | --------------- | ---------------- | ----- |
| GameFan Magazine | SNES            | oktober 1992     | 74%   |
| N-Force          | SNES            | oktober 1992     | 70%   |
| neXGam           | Sega Mega Drive | 27 december 2009 | 70%   |
| neXGam           | SNES            | 27 december 2009 | 60%   |
| neXGam           | Neo Geo         | 2002             | 55%   |
| IGN              | Wii             | 5 september 2008 | 55%   |
| Game Players     | Sega Mega Drive | december 1993    | 50%   |
| All Game Guide   | Neo Geo         | 2007             | 40%   |
| High Score       | Sega Mega Drive | september 1994   | 40%   |
| HonestGamers     | Neo Geo         | 6 mei 2005       | 40%   |